# Луцкий, Максим Сергеевич
Максим Сергеевич Луцкий (бел. Максім Сяргеевіч Луцкі; род. 9 октября 2002, Минск) — белорусский футболист, выступавший на позиции защитника.

## Карьера
Воспитанник минского СДЮШОР «Динамо». Первый тренер — Вадим Алексеевич Мурсалов. Затем перешёл в структуру футбольного клуба «Минск». С 2018 года стал выступать в дублирующем составе клуба. В 2020 году стал подтягиваться к играм с основной командой, однако так и не дебютировал за неё. В марте 2021 года подписал трёхлетний контракт с брестским «Рухом».
После подписания в брестский клуб, на правах аренды остался в столичном клубе. Дебютировал за клуб 13 марта 2021 года в матче против солигорского «Шахтёра», выйдя на замену на 74 минуте. По ходу сезона в основном являлся игроком замены, только несколько раз попадая в стартовый состав клуба. Также принимал участие в юношеской лиге УЕФА. По окончании сезона вернулся в «Рух».
В марте 2022 года отправился в аренду в новополоцкий «Нафтан». Дебютировал за клуб 16 апреля 2022 года в матче против «Лиды», отличившись 2 результативными передачами. Первоначально выходил в стартовом составе, однако затем стал выходить только на замену. В июле 2022 года покинул клуб.
В июле 2022 года стал игроком «Молодечно-2018». Дебютировал за клуб 14 августа 2022 года в матче против «Островца». Дебютный гол за клуб забил 22 октября 2022 года в матче против «Осиповичей». В ноябре 2022 года покинул клуб в связи с призывом на срочную службу в армию. По итогу сезона являлся лучшим ассистентом коллектива с 5 результативными передачами.
В апреле 2023 года футболист вернулся в клуб. Первый матч в новом сезоне сыграл 22 апреля 2023 года против «Макслайна», выйдя на поле в стартовом составе. В мае 2023 года в пресс-службе клуба сообщили, что футболист снова покинул клуб до конца сезона из-за продолжения военной службы. Затем завершил профессиональную карьеру.

## Международная карьера
В 2018 году был вызван в юношескую сборную Беларуси до 17 лет. В октябре 2018 и марте 2019 годов принимал участие в квалификационных матчах юношеского чемпионата Европы до 17 лет.